# Christos FC
El Christos FC es un equipo de fútbol de Estados Unidos que juega en la USL League Two, la cuarta división nacional.

## Historia
Fue fundado en el año 1997 en la ciudad de Baltimore, Maryland y está compuesto por exjugadores profesionales y jugadores universitarios de área. El nombre del equipo es por el Christos Discount Liquors.
El club recibió reconocimiento nacional por vencer al Fredericksburg FC y al Chicago FC United y al equipo de segunda división Richmond Kickers en la Lamar Hunt U.S. Open Cup de 2017. El club llegó hasta la cuarta ronda donde fue eliminado por el equipo de la Major League Soccer D.C. United. Christos inició ganando, loque hizo que recibiera atención nacional.
El equipo clasifica a la copa nacional nuevamente en 2018, perdiendo en la primera ronda ante el Reading United AC en penales, y en la edición de 2020.
En noviembre de 2018 se asocia con el FC Baltimore de la National Premier Soccer League. Los dos equipos compartieron recursos cuando el nuevo "FC Baltimore Christos" continuaba en la NPSL.
En abril de 2021 se anunció que el equipo se uniría a la USL League Two para la temporada 2022.

## Palmarés
- USASA National Amateur Cup (1): 2016
- USASA Werner Fricker National Open Cup (2): 2016, 2018
- USASA Over-30 Gerhard Mengel National Cup (3): 2012, 2013, 2014
- USASA U-23 National Champions (1): 2002
- Maryland Major Soccer League (7): 1997, 2001, 2003, 2007*, 2015, 2016, 2017, 2018